# 송고항
송고항은 전라남도 여수시 남면 유송리에 있는 어항이다. 2007년 8월 8일 어촌정주어항으로 지정하여 관리하고 있다. 시설관리자는 여수시장이다.

## 어항 구역
- 수역: 북위 34° 32′ 46″, 동경 127° 43′ 46″의 지점에서 N15°W방향으로 135m점과 이점에서 N80°E방향으로 165m점과 이점에서 S15°E방향으로 120m점과 이점에서 S85°E방향으로 90m점과 이점에서 N45°E방향으로 135m점과 이점에서 N35°W방향으로 50m점과 이점에서 N55°E방향으로 65m점과 이점에서 S35°E방향으로 육지부를 연결하는 선을 따라 형성된 공유수면[1]

## 어항 시설
- 방파제 209m, 선착장 84m

## 기본 계획
- 방파제 229, 선착장 54m, 물양장 40m, 호안 25m[1]

## 정비 계획
- 방파제 20, 선착장 -30m, 물양장 40m, 호안 25m[2]

## 주요 어종
송고항의 주요 어종은 참돔, 우럭 및 전복 등이다.